# Matro
Der Matro ⓘ (in alten Schriften auch Poncione Strecuolo oder Pizzo di Sobrio) ist ein Berg zwischen der Valle di Blenio und der Valle Leventina im Kanton Tessin in der Schweiz mit einer Höhe von 2172 m ü. M. Der Gipfel zählt gemäss SAC-Clubführer zu den Erhebungen mit rundum weitreichender, freier Sicht. Darum befindet sich auf dem Matro auch eine grosse Telekommunikations-Anlage mit einem  78 Meter hohen, freistehenden Sendeturm, der als Stahlfachwerkturm ausgeführt ist. Von Ronzano (neben Sobrio in der Gemeinde Faido) führt eine Pendelbahn zum Matro. Die Seilbahn steht jedoch ausschliesslich dem Personal der Sendeanlage zur Verfügung. 

## Name
Matro, mater sind Bezeichnungen für Vorberg, Erhebung von nicht allzu grosser Höhe. In alten Karten und Texten wird der Matro auch Pizzo di Sobrio und Poncione Strecuolo genannt. Poncione stammt vom Wort im lokalen Dialekt puncia ab, was eine Abwandlung vom italienischen Wort punta für Erhebung in Form von Spitzen ist.

## Lage und Umgebung
Der Matro gehört zum Gotthardmassiv. Er ist der Eckpfeiler einer langen Kette, die sich wie ein grosser Keil zwischen der Valle di Blenio im Nordosten und der Valle Leventina im Südwesten schiebt. Über den Gipfel verläuft die Grenze zwischen den Gemeinden Serravalle und Faido. Nachbargipfel im Nordwesten ist der Cogn.

## Gratüberschreitung

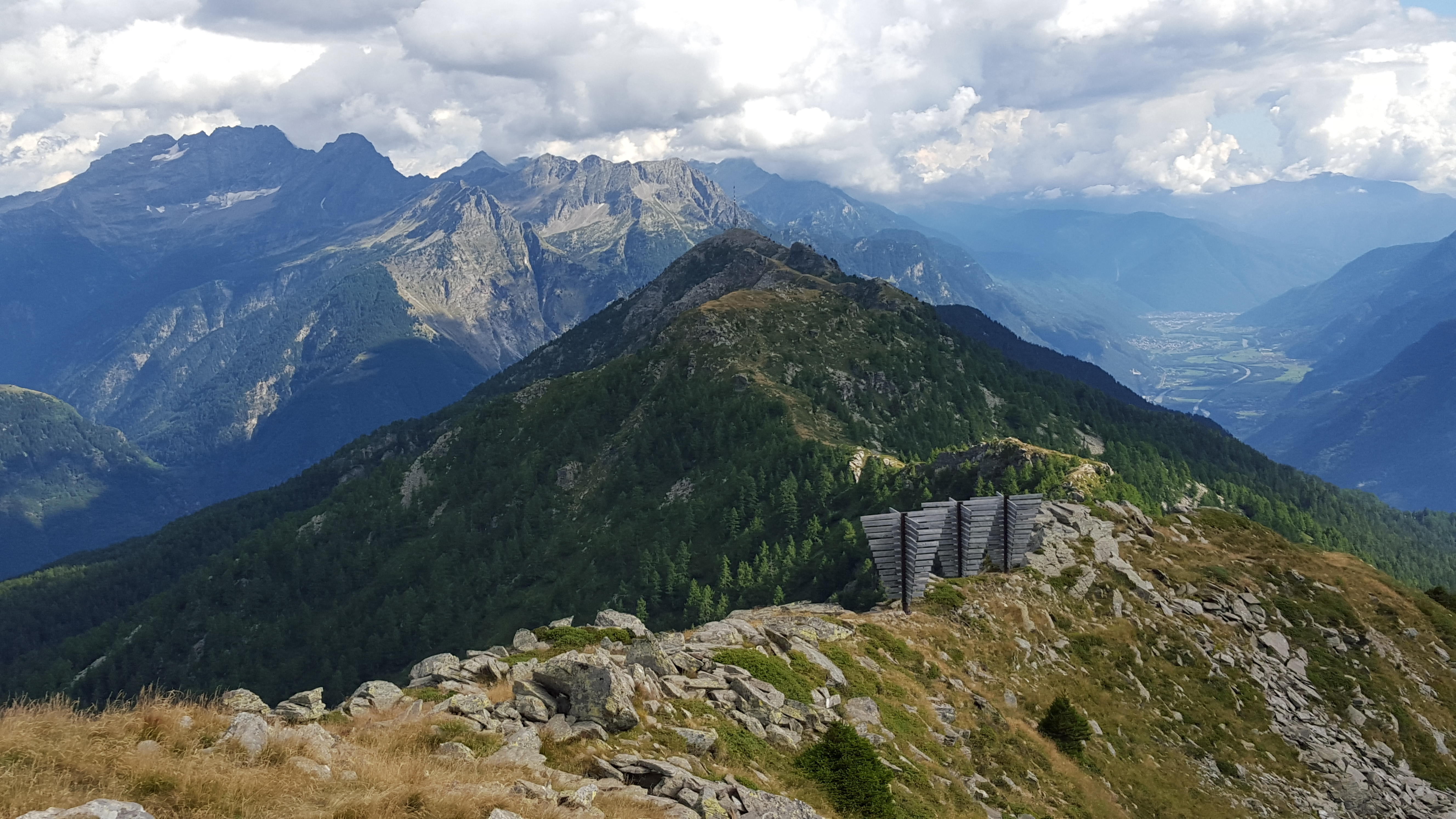
Der Grat zwischen Pizzo Pianché und Matro, aufgenommen vom Knotenpunkt neben Pizzo Pianché.

Die Gratwanderung vom Passo dei Laghetti (2129 m) zum Matro (2172 m) ist eine aussichts- und abwechslungsreiche Tageswanderung. Sie bietet einen grossartigen Panoramarundblick in die Valle di Blenio, in die Valle Leventina und auf die umliegende Bergwelt. Mit einem Abstecher zum Pizzo Pianché werden dabei fünf Gipfel betreten. Dies sind von Nordwesten nach Südosten der Pizzo Pianché (2228 m), die Croce di Sasso (2132 m), die Pianca Bella (2165 m), der Cogn (2166 m) und der Matro (2172 m). Die Route ist zum Teil mit kleinen, gelben Punkten markiert. Oft ist auch ein Weglein vorhanden, das zum Teil neben der Gratschneide an den Erhebungen vorbeiführt.
Die Gratüberschreitung vom Passo dei Laghetti zum Matro dauert ca. 1½ h und wird mit der Schwierigkeit EB angegeben.

## Routen zum Gipfel
|  | - Ausgangspunkt: Cavagnago (1020 m) oder Anzonico (984 m) in der Valle Leventina oder Tizzerascia (1277 m) in der Valle di Blenio - Via: Passo dei Laghetti (2129 m) zum kleinen orographischen Knotenpunkt (2225 m) und dann über den Grat an Croce di Sasso (2132 m), Pianca Bella (2165 m) und Cogn (2166 m) vorbei. - Schwierigkeit: EB - Zeitaufwand: 4½ Stunden von Cavagnago und Anzonico oder 4 Stunden von Tizzerascia (1½ Stunden vom Passo dei Laghetti) - Bemerkung: Von Cavagnago und Anzonico auf gutem Weg, von Tizzerascia zum Teil weglos zum Passo dei Laghetti. Danach zum Teil weglos, aber die Route ist mit kleinen, gelben Punkten markiert. |

### Von der Capanna Pian d’Alpe und über den Südsüdostgrat

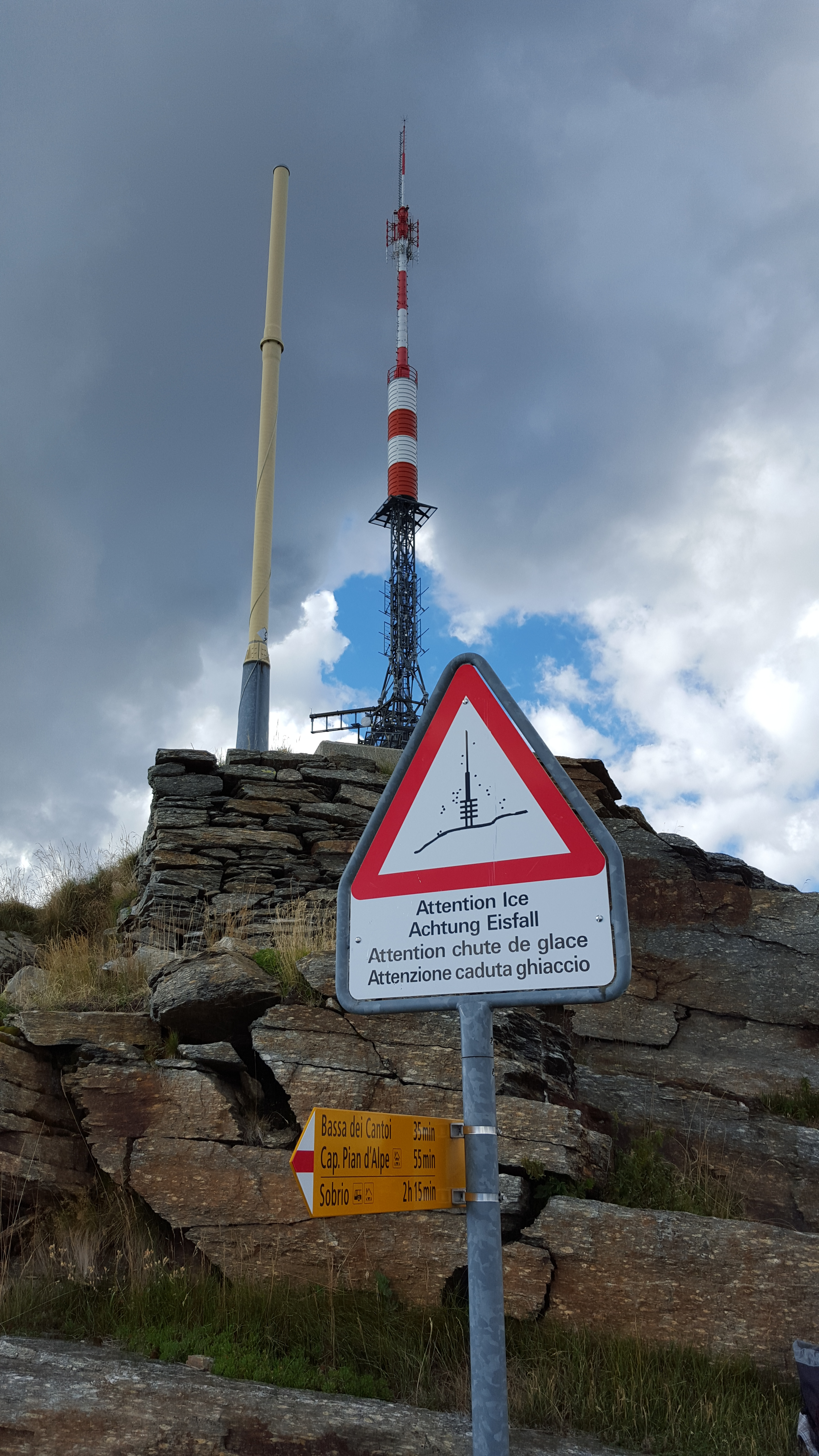
Wegweiser auf dem Matro.

- Ausgangspunkt: Capanna Pian d’Alpe (1764 m)
- Via: Forcarella (2018 m)
- Schwierigkeit: EB, als Wanderweg weiss-rot-weiss markiert
- Zeitaufwand: 1¾ Stunden

### Von Sobrio über den Südsüdostgrat
- Ausgangspunkt: Sobrio (1117 m) oder Cascine (1642 m)
- Via: Bassa dei Cantói, Forcarella (2018 m)
- Schwierigkeit: EB, als Wanderweg weiss-rot-weiss markiert
- Zeitaufwand: 3½ Stunden von Sobrio oder 1¾ Stunden von Cascine

### Über die Südwestflanke
- Ausgangspunkt: Puscett (1678 m)
- Via: Durch den Wald von Rivaccia zum Lago (1918 m), dann nach Norden durch ein enges Tälchen auf den Grat, den man in der Nähe des Cogn betritt. Schliesslich über den Hauptkamm auf den Gipfel.
- Schwierigkeit: EB
- Zeitaufwand: 1¾ Stunden
- Bemerkung: zum Teil weglos, zum Teil auf einem Wanderweg
- Alternative: Von Puscett nach Osten gegen Predanass hinauf und dann über steile Hänge mit Gebüsch, Gras und Schutt direkt auf den Gipfel.

### Über die Nordostflanke
- Ausgangspunkt: Parkplatz Alpe di Gardosa (1322 m) oder Rifugio Püscett (1510 m)
- Via: Die ganze Nordost-Abdachung ist begehbar
- Schwierigkeit: EB
- Zeitaufwand: 2 Stunden vom Rifugio Püscett oder 2¾ Stunden vom Parkplatz Alpe di Gardosa
- Bemerkung: Der Aufstieg im Wald und über ausgedehnte Geröllhalden ist mühsam.

## Frequenzen und Programme der Sendeanlage

### Analoger Hörfunk (UKW)
Die analoge Verbreitung der SRG-Programme über UKW wurde am 31. Dezember 2024 eingestellt. Bis dahin waren folgende Sender in Betrieb:
| Programm    | Frequenz  | Polarisation horizontal (H) / vertikal (V) | ERP (in kW) |
| ----------- | --------- | ------------------------------------------ | ----------- |
| Radio SRF 1 | 92,4 MHz  | H                                          | 0,85        |
| Rete Uno    | 88,4 MHz  | H                                          | 0,85        |
| Rete Due    | 90,0 MHz  | H                                          | 0,85        |
| Rete Tre    | 105,9 MHz | H                                          | 0,85        |
| La Première | 103,9 MHz | H                                          | 0,85        |

### Digitales Radio (DAB)
DAB wird in vertikaler Polarisation und im Gleichwellenbetrieb (SFN) mit anderen Sendern ausgestrahlt.
| Block                      | Programme | ERP (in kW) | Antennendiagramm rund (ND), gerichtet (D) | Gleichwellennetz (SFN) |
| -------------------------- | --- | ----------- | ----------------------------------------- | --- |
| 12A SRG SSR I01 (SUI0005A) | DAB-Block der SRG SSR idée suisse: - Rete Uno (72 kbit/s) - Rete Due (96 kbit/s) - Rete Tre (72 kbit/s) - Radio SRF 1 (GR) (72 kbit/s) - Radio SRF 3 (64 kbit/s) - Radio SRF 4 News (48 kbit/s) - Radio SRF Musikwelle (54 kbit/s) - RTS Première (72 kbit/s) - RTS Couleur 3 (56 kbit/s) - RTS Option Musique (64 kbit/s) - Radio Rumantsch (72 kbit/s) - Radio Swiss Pop (64 kbit/s) - Radio Swiss Classic (64 kbit/s) - Radio Swiss Jazz (64 kbit/s) - Radio 3i (56 kbit/s) - Radio Fiume Ticino (72 kbit/s) - Radio Grischa (56 kbit/s) | 3,0         | ND                                        | - Graubünden: Arvigo (Landarenca), Lostallo, Mesocco San Bernardino (Lagh Doss) - Tessin: Airolo (Stanga), Bedigliora (Monte Mondini), Brione (Piee), Camedo (Piazzoi), Carona (Monte San Salvatore), Castel San Pietro (Caviano), Cimadera (Gardada), Frasco (Costa), Gerra (Lutri), Gorduno (Piazza), Lugano (Monte Brè), Monte Generoso/Cima di Sassalto, Monte Tamaro/La Manera, Onsernone-Russo (Quiello), Pedrinate Chiasso, Peccia (Pian Mosello), Rivera (Monte Ceneri), Semione (Pizzo Matro), Someo (Costa Piana-Pizzo Castello) |

### Digitales Fernsehen (DVB-T)
DVB-T wird im Mehrfrequenzbetrieb (MFN) ausgestrahlt:
| Kanal | Programme im Multiplex                 | ERP (in kW) | Antennen- diagramm rund (ND) / gerichtet (D) | Polarisation horizontal (H) / vertikal (V) |
| ----- | -------------------------------------- | ----------- | -------------------------------------------- | ------------------------------------------ |
| 29    | - RSI LA 1 - RSI LA 2 - SRF 1 - RTS Un | 13,996      | ND                                           | H                                          |

## Galerie

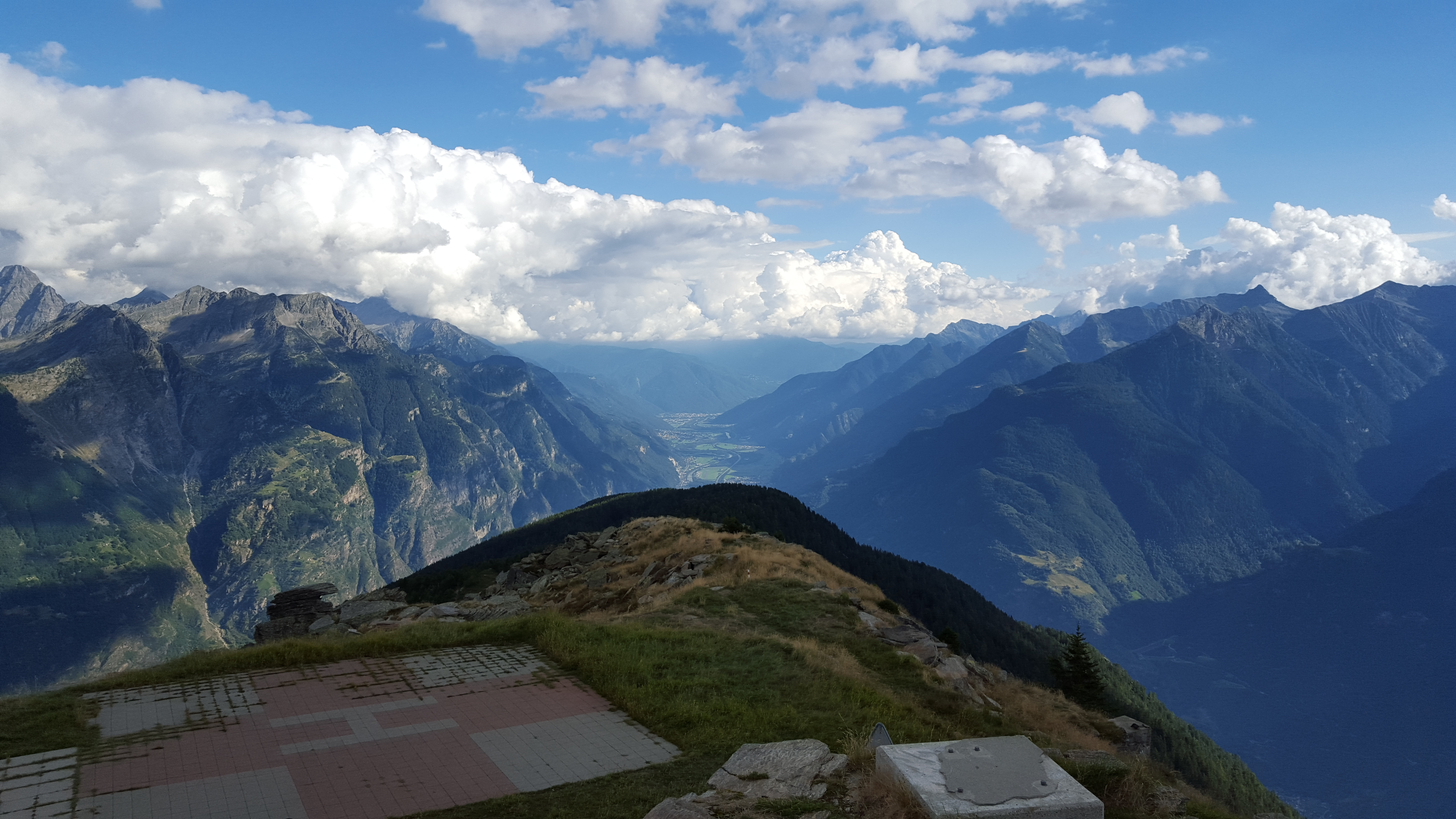
Blick nach Südsüdosten zur Riviera.
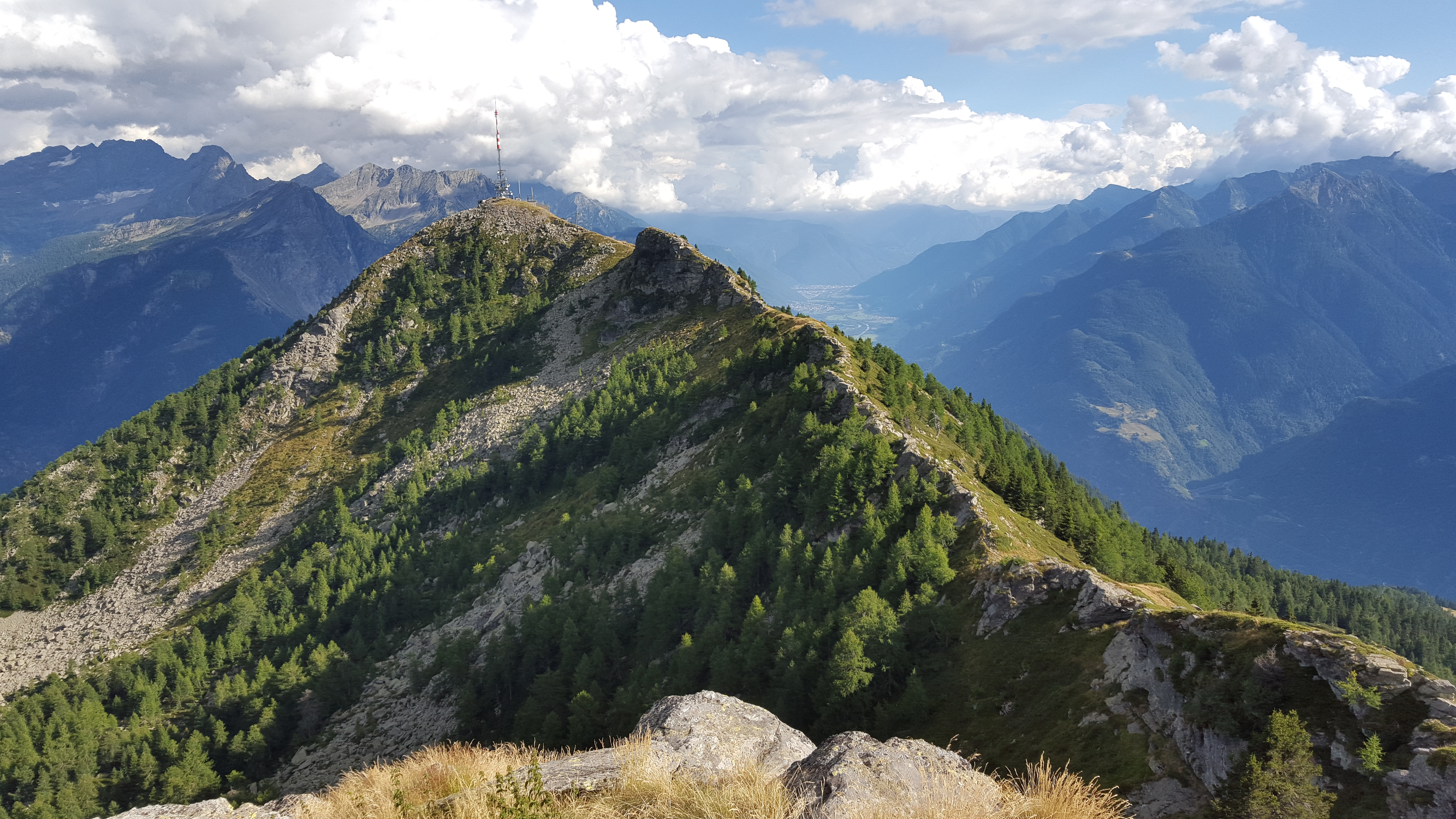
Der Matro, aufgenommen vom Cogn.
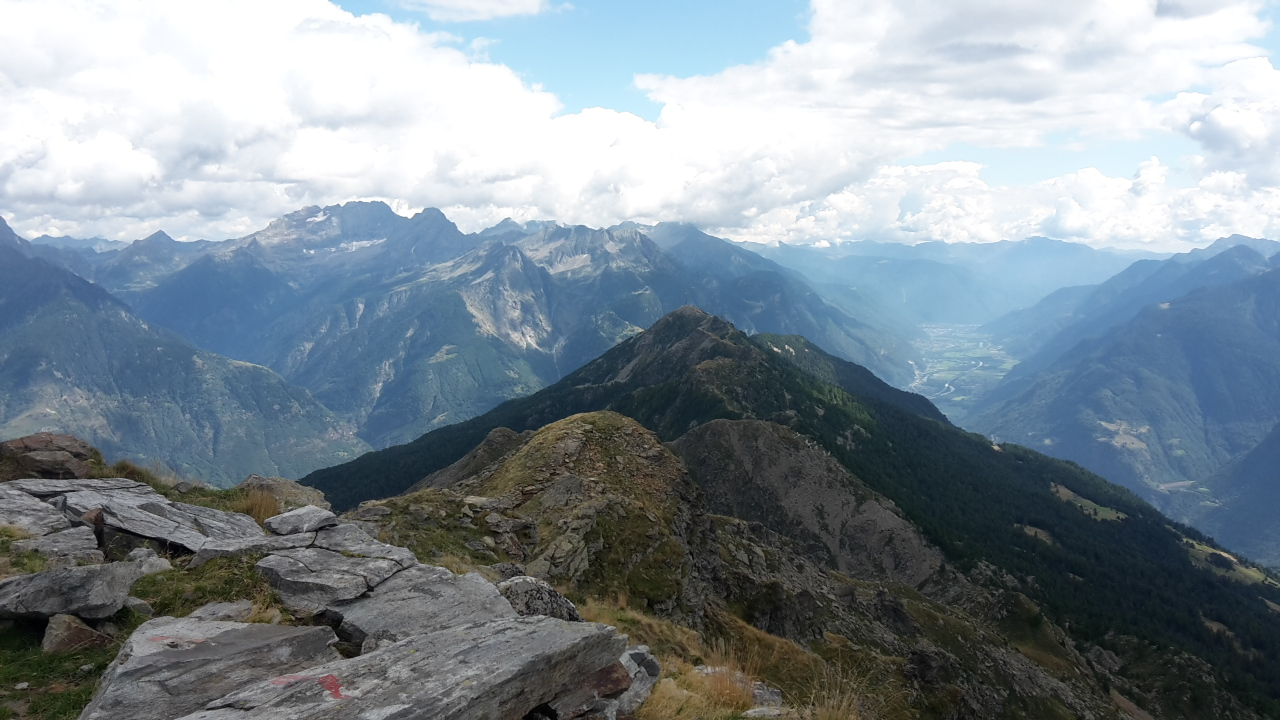
Der Grat zwischen Passo dei Laghetti (vorne) und dem Matro (hinten). Im Hintergrund die Riviera, aufgenommen vom Pizzo Erra.